# Muctahuitz
Muctahuitz är en ort i Mexiko.   Den ligger i kommunen Larráinzar och delstaten Chiapas, i den sydöstra delen av landet, 700 km öster om huvudstaden Mexico City. Muctahuitz ligger 2 078 meter över havet och antalet invånare är 503.
Terrängen runt Muctahuitz är kuperad åt nordost, men åt sydväst är den bergig. Runt Muctahuitz är det ganska tätbefolkat, med 166 invånare per kvadratkilometer. Närmaste större samhälle är San Cristóbal de las Casas, 19,5 km sydost om Muctahuitz. I omgivningarna runt Muctahuitz växer i huvudsak städsegrön lövskog.